# Pablo César Aguilar
Pablo César Aguilar (Luque, 1987. április 2. –) paraguayi labdarúgó, a mexikói América hátvédje.